# Amour et Mensonges
 (septembre 2010).
Si vous disposez d'ouvrages ou d'articles de référence ou si vous connaissez des sites web de qualité traitant du thème abordé ici, merci de compléter l'article en donnant les références utiles à sa vérifiabilité et en les liant à la section « Notes et références ».
Pour plus de détails, voir Fiche technique et Distribution.
Amour et mensonges (Something to Talk About) ou Potins du Sud au Québec est un film américain réalisé par Lasse Hallström avec Julia Roberts, sorti en 1995.

## Synopsis
Grace (Julia Roberts) surprend son mari Eddie (Dennis Quaid) en compagnie d'une autre femme. Elle le quitte et part vivre chez sa sœur. En accomplissant ce geste, elle va bouleverser son entourage familial, qui ne comprend pas son refus face à cette situation. À partir de ce moment, son père (Robert Duvall) essayera de la persuader de passer au-dessus de la tromperie de son mari.

## Fiche technique
- Titre original : Something to Talk About
- Réalisation : Lasse Hallström
- Scénario : Callie Khouri
- Compagnie de production : Spring Creek  pour Warner Bros.
- Productrices : Anthea Sylbert et Paula Weinstein
- Coproducteur : William S. Beasley
- Productrice exécutive : Goldie Hawn
- Musique originale : Graham Preskett et Hans Zimmer
- Directeur de la photographie : Sven Nykvist, A.S.C.
- Montage : Mia Goldman, A.C.E.
- Casting : Marion Dougherty
- Décorateur en chef : Mel Bourne (en)
- Décors : Roberta J. Holinko
- Costumes : Aggie Guerard Rodgers
- Genre : Comédie dramatique et comédie romantique
- Durée : 101 min
- Dates de sortie :
  - États-Unis : 4 août 1995
  - France : 29 novembre 1995
- Visa : 32672

## Distribution
- Julia Roberts (VF : Céline Monsarrat ; VQ : Claudie Verdant) : Grace King Bichon
- Robert Duvall (VQ : Jean Fontaine) : Wyly King
- Gena Rowlands (VQ : Madeleine Arsenault)  : Georgia King
- Dennis Quaid (VF : Bernard Lanneau ; VQ : Hubert Gagnon) : Eddie Bichon
- Kyra Sedgwick (VQ : Linda Roy)  : Emma Rae King
- Brett Cullen : Jamie Johnson
- Haley Aull (VQ : Kim Jalabert)  : Caroline 'Jolie libellule' Bichon
- Muse Watson : Hank Corrigan
- Anne Shropshire : Tante Rae
- Ginnie Randall : Eula

Référence VQ: Doublage Québec Référence VF: RS Doublage